# BAP1
Pour les articles homonymes, voir BAP (homonymie).
BAP1 ou BRCA1 associated protein-1 (ubiquitin carboxy-terminal hydrolase) est une enzyme de déubiquitination codée par le gène BAP1 situé sur le chromosome 3 humain.

## Pathologie
- BAP1 est considéré comme un gène suppresseur de tumeurs.

- Mutations germinales
  - Prédisposition génétique au mésothéliome et aux tumeurs mélanocytaires
  - Association mésothéliome et mélanome[5]

- Mutations somatiques
  - Mélanome de l'uvée